# Drávasztára
Drávasztára es un pueblo ubicado en el distrito de Sellye, en el condado de Baranya, Hungría.

## Superficie
Posee una superficie de 18,18 kilómetros cuadrados.

## Demografía
Hasta 2019 la población era de 389 habitantes, con una densidad de población de 21,40 habitantes por kilómetro cuadrado.